# Georges Henri Parent
Georges Henri Parent (né à Anderlecht le 1er octobre 1937 et mort à Arlon le 10 novembre 2014) est un botaniste belge.

## Biographie
Georges H. Parent est né à Anderlecht le 1er octobre 1937. Sortant de l'athénée royal de Koekelberg, il poursuit ses études à l'université libre de Bruxelles où il obtient sa licence en sciences botaniques en 1959. L'année suivante, il accomplit son service militaire au Congo belge comme enseignant à Bukavu. De retour en Belgique, il entame une carrière de professeur au lycée et école normale d’Arlon, qui fusionne avec l’école normale de Virton en 1987. En 1974, il présente une thèse de doctorat intitulée Contribution à la phytogéographie de la Lorraine et des régions limitrophes à l'université catholique de Louvain.
En parallèle avec son poste d'enseignant, Georges Parent collabore avec diverses institutions scientifiques comme l'Institut royal des sciences naturelles à Bruxelles (où il est détaché de 1991 à 1993), le Jardin botanique national de Belgique, le Muséum national d'histoire naturelle de Paris et le  Musée national d'histoire naturelle du Luxembourg. Très actif dans les milieux naturalistes, il est, entre autres, administrateur de l'association Ardenne et Gaume, membre de la Commission royale des monuments et des sites, membre du Conseil supérieur wallon de la protection de la nature et expert pour la CITES.
Georges Parent meurt à Arlon le 10 novembre 2014.

## Prix, récompenses et honneurs
Source : Massard et Geimer 2015
- 1974 : Prix de l’Académie luxembourgeoise d’Arlon[2] ;
- 1981 : Prix de l'adjudant Hubert Lefebvre, décerné par l’Académie royale des sciences, des lettres et des beaux-arts de Belgique[3] ;
- 1982 : Prix François Crépin, décerné par la Société royale de botanique de Belgique ;
- 1984 : officier de l'Ordre de Mérite du grand-duché de Luxembourg ;
- 1988 : Prix E. Biliotti (protection des milieux et des espèces), France ;
- 1989 : Prix Emiel van Rompaey (botanique), Belgique ;
- 1998 : chevalier de l'Ordre des Palmes académiques, France ;
- 2002 : officier de l'Ordre de la Couronne de chêne, Luxembourg.

## Œuvres
Georges H. Parent est l'auteur de quelque 300 publications, principalement dans le domaine de la botanique, mais aussi en herpétologie, dans environ 200 revues scientifiques.